# 懷特奧克 (阿拉巴馬州)
懷特奧克（英語：White Oak）是一個位於美國阿拉巴馬州亨利縣的非建制地區。該地的面積和人口皆未知。

## 地理
懷特奧克的座標為31°46′07″N 85°09′09″W / 31.76861°N 85.1525°W，而該地的平均海拔高度為82米（即269英尺）。